# Mindre parkblomfluga
Mindre parkblomfluga (Myolepta dubia) är en art i insektsordningen tvåvingar som tillhör familjen blomflugor. 

## Kännetecken
Mindre parkblomfluga har en längd på mellan 6 och 9 millimeter. Den har en svart grundfärg med rödgula parfläckar på bakkropp. Hanen har rödgula fläckar på tergit 1 till 3 medan honan endast är rödgul på tergit 1 och 2. 

## Levnadssätt
Mindre parkblomfluga påträffas i äldre lövskog, gärna med bok och ek. Den vistas mest i trädkronorna men kan även ses när den besöker blommor, till exempel kirskål och hagtorn. Flygtiden är från början av juni till mitten av augusti. Larven utvecklas i murken ved av exempelvis alm, bok, ek och lönn. 

## Utbredning
Mindre parkblomfluga är i Sverige sällsynt och rödlistad som sårbar. Den förekommer i Sverige enbart lokalt i Skåne och Blekinge. Den har även påträffats på några lokaler i Danmark. Den finns också i England, Centraleuropa och vidare österut till Ryssland och Kaukasus.